# Матвеево (Тотемский район)
Матвеево — деревня в Тотемском районе Вологодской области.
Входит в состав Пятовского сельского поселения, с точки зрения административно-территориального деления — центр Матвеевского сельсовета.
Расположена на правом берегу реки Еденьга. Расстояние до районного центра Тотьмы по автодороге — 15 км, до центра муниципального образования деревни Пятовская по прямой — 12 км. Ближайшие населённые пункты — Исаково, Кормакино, Куземкино, Федотово.
По переписи 2002 года население — 241 человек (122 мужчины, 119 женщин). Преобладающая национальность — русские (99 %).
В селе расположен памятник архитектуры церковь Святителя Николая.
В деревне родился Герой Советского Союза Олег Колычев.